# The Messengers (serie de televisión)
The Messengers es una serie de televisión estadounidense de género dramático creada por Eoghan O'Donnell para la cadena The CW. Es protagonizada por Shantel VanSanten y Diogo Morgado y se centra en un grupo de cinco desconocidos que, tras la caída de un misterioso objeto en la Tierra, mueren a causa de la onda de choque sólo para regresar milagrosamente a la vida con dones extraordinarios. Fue estrenada el 17 de abril de 2015.
El 7 de mayo de 2015, The CW anunció la cancelación de la serie.

## Argumento
Tras la caída de un misterioso objeto en la Tierra, un grupo de cinco desconocidos es alcanzado por la onda de choque, lo que detiene temporalmente sus corazones sólo para regresar a la vida con dones extraordinarios, desde fuerza inexplicable hasta la capacidad de curar a otros. Vera Buckley, una de los afectados, es visitada por una misteriosa figura conocida como el Hombre, quien le ofrece la oportunidad de reencontrarse con su hijo secuestrado si ella lo ayuda con una tarea moralmente complicada. Esta tarea guía a Vera a encontrarse con los demás afectados. Ahora, este grupo de extraños pueden ser la única esperanza de evitar el Arrebatamiento o los responsables de causarlo.

## Elenco

### Personajes principales
- Shantel VanSanten como Vera Buckley.
- Diogo Morgado como el Hombre.
- J.D. Pardo como Raúl García.
- Joel Courtney como Peter Moore.
- Jon Fletcher como Joshua Silburn, hijo.
- Sofia Black-D'Elia como Erin Calder.
- Anna Diop como Rose Arvale.
- Craig Frank como Alan Harris.

### Personajes recurrentes
| - Jessika Van como Koa Lin. - Winston Duke como Zahir Zakaria. - Lauren Bowles como la senadora Cindy Richards. - Sam Littlefield como Leland Schiller. - Riley Smith como Mark Plowman. - Justin Bruening como Leo Travers. - Madison Dellamea como Amy Calder. - Brittany O'Grady como Nadia García. - Jennifer Griffin como Eliza Shepherd. | - Jason Dohring como Jeff Fairburn. - Elizabeth Bogush como Kay Fairburn. - Zeb Sander como Michael Buckley/Brian Fairburn. - Lane Garrison como Ronnie Calder. - Jamie Bamber como Vincent Plowman. - Michael Slezak como Joshua Silburn, Sr. - Katy Rowe como Charlotte Silburn. - Loren Escandon como Gabriela. |

## Episodios
| N.º (serie) | Título                       | Director         | Guionista(s)                      | Emisión original    | Audiencia (en millones) |
| ----------- | ---------------------------- | ---------------- | --------------------------------- | ------------------- | ----------------------- |
| 1           | «Awakening»                  | Stephen Williams | Eoghan O'Donnell                  | 17 de abril de 2015 | 1.19                    |
| 2           | «Strange Magic»              | Duane Clark      | Trey Callaway & Eoghan O'Donnell  | 24 de abril de 2015 | No disponible           |
| 3           | «Path to Paradise»           | Cherie Nowlan    | Oanh Ly                           | 1 de mayo de 2015   | No disponible           |
| 4           | «Drums of War»               | Guy Bee          | Carl Binder                       | 8 de mayo de 2015   | No disponible           |
| 5           | «Eye in the Sky»             | Eriq La Salle    | Matthew Pitts                     | 15 de mayo de 2015  | No disponible           |
| 6           | «Metamorphosis»              | Jeff Hunt        | Dre Álvarez & Anna Fishko         | 22 de mayo de 2015  | No disponible           |
| 7           | «Deus Ex Machina»            | Jim Conway       | Clark Perry                       | 29 de mayo de 2015  | No disponible           |
| 8           | «A House Divided»            | Paul Kaufman     | Harrison Weinfeld & Daniel Zucker | 5 de junio de 2015  | No disponible           |
| 9           | «Death Becomes Her»          | Larry Shaw       | Oanh Ly                           | 12 de junio de 2015 | No disponible           |
| 10          | «Why We Fight»               | Tim Hunter       | Joe Peracchio                     | 19 de junio de 2015 | No disponible           |
| 11          | «Harvest»                    | Oz Scott         | Carl Binder                       | 10 de julio de 2015 | No disponible           |
| 12          | «Spark of Hope»              | Fred Toye        | Eoghan O'Donnell                  | 17 de julio de 2015 | No disponible           |
| 13          | «Houston, We Have a Problem» | Duane Clark      | Trey Callaway                     | 24 de julio de 2015 | No disponible           |

## Desarrollo

### Producción
El 4 de febrero de 2014, The CW ordenó la realización de un piloto escrito por Eoghan O'Donnell y dirigido por Stephen Williams. El 8 de mayo, la cadena anunció que el piloto fue seleccionado para desarrollar una serie, siendo relegada para 2015.
El 11 de enero de 2015, durante la Gira de prensa de invierno de la Television Critics Association fue revelado que la serie sería estrenada el 10 de abril de 2015.

### Casting
Sofia Black-D'Elia y Joel Courtney fueron anunciados para dar vida a Erin Calder y Peter Moore el 26 de febrero de 2014. Dos días después, Jon Fletcher fue elegido como Joshua Silburn, hijo; un carismático pastor de una iglesia en Texas. El 5 de marzo, se dio a conocer que Diogo Morgado fue contratado para interpretar a el Hombre, una misteriosa figura con respuestas sobre los extraños sucesos. Mientras tanto, el 11 de marzo, Shantel VanSanten fue elegida para dar vida a Vera Buckley, una científica de la NASA que es afectada por el impacto de un extraño objeto. Más tarde, J.D. Pardo y Anna Diop fueron elegidos como Raúl García y Rose Arvale, respectivamente. Finalmente, el 17 de junio y tras haber sido invitado como Alan Harris en el episodio piloto, Craig Frank fue ascendido al elenco principal de la serie.
El 15 de agosto de 2014, Lauren Bowles fue contratada para dar vida a la senadora Cindy. El 24 de septiembre, Jessika Van y Sam Littlefield fueron elegidos para dar vida a Koa Lin y Leland Schiller, respectivamente. Mientras tanto, el 13 de octubre, se dio a conocer que Jamie Bamber y Riley Smith fueron contratados para aparecer de forma recurrente interpretando a Vincent y Mark Plowman, respectivamente. Finalmente, el 11 de diciembre, se informó que Winston Duke interpretaría a Zahir Zakaria, un periodista de Mali que busca justicia contra la familia Plowman.